# (818) Kapteynia
(818) Kapteynia ist ein Asteroid des Hauptgürtels, der am 21. Februar 1916 vom deutschen Astronomen Max Wolf in Heidelberg entdeckt wurde. 
Der Asteroid wurde nach dem niederländischen Astronomen Jacobus Kapteyn benannt.